# Singel CD
Singel CD, singiel CD (skrótowiec CDS, od ang. CD single) – singel muzyczny wydany w formie płyty kompaktowej.

## Historia
Format ten został wprowadzony do użytku w połowie lat 80., lecz nie zyskał sobie pewnego miejsca na rynku aż do wczesnych lat 90. Piosenka „Brothers in Arms” brytyjskiego zespołu Dire Straits z 1985 roku jest uznawana za pierwszy singel CD na świecie. Zawierał on cztery ścieżki i został wytłoczony w limitowanym nakładzie. W 1987 roku rozpoczęto produkcję tzw. mini singli CD, wydawanych na 3,1-calowych płytach kompaktowych, jednak format ten szybko stracił na popularności, jako że nie był kompatybilny z wieloma odtwarzaczami CD.
Popularnym w latach 90. stało się wypuszczanie przez amerykańskie wytwórnie płytowe zarówno dwuścieżkowego singla, jak i wielościeżkowego maxi singla (zazwyczaj zawierającego remiksy tytułowej piosenki). W Wielkiej Brytanii wytwórnie często wypuszczały single CD w dwóch wersjach, które różniły się zawartością, a każdy kompakt zawierał zwykle po trzy lub więcej ścieżek każda. Pod koniec lat 90., ze względu na rosnącą popularność komputerów domowych, na singlach CD zaczęto umieszczać materały multimedialne, np. teledyski. Format ten otrzymał nazwę Enhanced CD. Rok 1999 był najlepszym pod względem sprzedaży singli CD w Wielkiej Brytanii – sprzedano wówczas ponad 34 miliony sztuk.
Na początku XXI wieku, wskutek rosnącej popularności dystrybucji cyfrowej, zapotrzebowanie na single CD zaczęło maleć.